# Limbach-Oberfrohna
Limbach-Oberfrohna (pronunciación en alemán: /ˈlɪmˌbax oːbɐˈfʁoːna/ⓘ) es una ciudad de Alemania situada en el distrito de Zwickau, en el estado federado de Sajonia.

## Composición (2005)
| Barrio               | Habitantes | Superficie (en ha) |
| -------------------- | ---------- | ------------------ |
| Limbach              | 13.095     | 705                |
| Oberfrohna           | 4.447      | 410                |
| Rußdorf              | 1.849      | 470                |
| Bräunsdorf           | 1.137      | 780                |
| Kändler              | 2.113      | 315                |
| Pleißa               | 2.291      | 720                |
| Wolkenburg-Kaufungen | 1.770      | 1.712              |

## Lugares de interés
- Castillo de Wolkenburg
- Iglesia protestante de Oberfrohna
- Wasserturm ("torre del agua")
- Ayuntamiento
- Iglesia municipal de Limbach